# شنشار
شنشار (به عربی: شنشار) یک روستا در سوریه است که در قصیر واقع شده‌است. شنشار ۲٬۵۸۸ نفر جمعیت دارد.